# ハノーバー (お笑いコンビ)
ハノーバーは、かつて松竹芸能に所属していた日本のお笑いコンビ。2023年を以て解散。

## メンバー
井口 バツ丸（いぐち バツまる、1993年3月18日 -（32歳））
ボケ担当。
旧芸名・井宝パーツ（いほうパーツ）。大阪府出身。身長172 cm、体重80 kg。
趣味および特技はラップ、即興オリジナルソング作り、ダンス、麻雀、一発ギャグ、長い距離を歩ける、料理、ご飯を美味しそうに食べる、自転車のチェーン修理。
ピンでの芸には一発ギャグを多く持つ。
解散に伴い引退。

良元 カルビ（よしもと カルビ、1992年12月11日 -（32歳））
ツッコミ・ネタ作り担当。
旧芸名・カルビマン。大阪府出身。身長176 cm、体重83 kg。
趣味および特技は剣道、ボクシング、ボートレース、パチンコ、コーヒーを奢ってもらうこと、しらこい演技、人のせいにすること、考えてるふりをすること。
解散後は森田GMとのユニットコンビ「よしもとズ」を経て、2024年7月15日のライブにて「百点飯店」と改称して正式結成するも、2025年2月21日をもって解散。
2025年6月7日、元・道草ピエロの野尻野サイドステップと「流石にフィーバー」を結成。

## 芸風
漫才とコント両方を行う。漫才の実力は野村尚平（令和喜多みな実）が認めるほどでM-1グランプリ2021では3回戦進出、キングオブコント2021では準々決勝進出。
かつては「ハネウマ」というコンビ名で活動し、現在のものはかつてアメリカに実在していた競走馬・ハノーヴァーから先輩に名付けてもらったのが由来。

## 賞レースの戦績

### M-1グランプリ
| 年度             | 結果      | エントリー No. | 備考 |
| ---------------- | --------- | -------------- | ---- |
| 2017年（第13回） | 1回戦敗退 | 2412           |      |
| 2018年（第14回） | 2回戦進出 | 219            |      |
| 2019年（第15回） | 2回戦進出 | 23             |      |
| 2020年（第16回） | 2回戦進出 | 1501           |      |
| 2021年（第17回） | 3回戦進出 | 1952           |      |
| 2022年（第18回） | 3回戦進出 | 1180           |      |

### その他
- 2022年 R-1グランプリ 2回戦 （井口・良元）
- 2022年 第43回ABCお笑いグランプリ 決勝進出[8]
- 2023年 R-1グランプリ 準々決勝（良元）

## 出演
- 走れ!みつくに社長 おススメ情報お届けします（テレビ大阪）
- バキバキ☆ビート!（サンテレビ）
- 日テレ系お笑いの祭典 NETA FES JAPAN（日本テレビ）[9][10] - 番組内のコーナー『ハコ沸かせ芸人決定戦』へ男性ブランコ、幸せのトナリ、サンシャインなどと出場[11]。